# Passerelle Mantes-la-Jolie - Limay

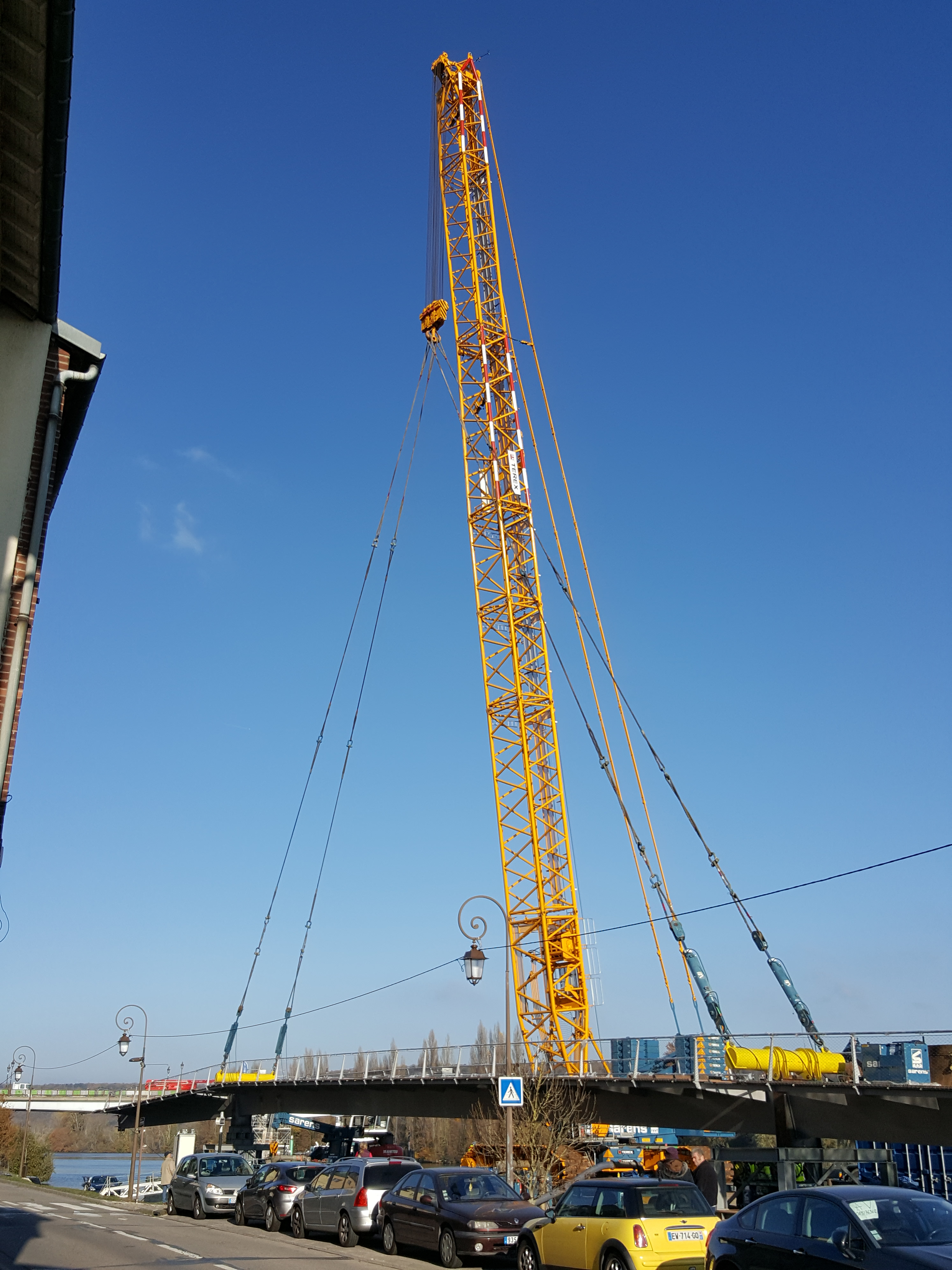
Livraison d'un segment de la passerelle Mantes-la-Jolie - Limay sur une barge (novembre 2018).

La passerelle Mantes-la-Jolie - Limay est un projet de passerelle piétonne destiné à relier le centre-ville de Mantes-la-Jolie à celui de Limay dans l'ouest des Yvelines.
Cet ouvrage, réservé aux circulations « douces » (piétons, cyclistes) comprendra trois parties : une première passerelle accolée au Pont Neuf de Mantes sur toute sa longueur, un cheminement dans l'île aux Dames reliant la première passerelle au Vieux pont de Limay, une seconde passerelle permettant de rétablir la continuité du vieux pont dont deux arches ont été détruites en juin 1940 pendant la Seconde Guerre mondiale.

## Historique
Les travaux ont commencé en février 2018 et la mise en service est prévue à la fin de l'année 2019.
Le coût prévisionnel de l'ensemble de l'ouvrage est estimé à 9 579 113 €.
Les maîtres d'ouvrage sont la communauté urbaine Grand Paris Seine et Oise (GPS&O) et le syndicat mixte d'aménagement, de gestion et d'entretien des berges de la Seine et de l'Oise (SMSO), assistés par l'établissement public d'aménagement du Mantois Seine-Aval (EPAMSA).
Le Conseil départemental des Yvelines, la région Ile-de-France, l'État et la direction régionale des Affaires culturelles (DRAC) contribuent également au financement.
La maîtrise d'œuvre du projet est assurée par l'agence Dietmar Feichtinger Architectes (qui a notamment construit la passerelle Simone-de-Beauvoir à Paris) et par l'agence Manciulescu pour l'intervention sur le Vieux Pont de Limay.
La première partie de la passerelle, accolée au Pont Neuf de Mantes, a été inaugurée officiellement le 20 septembre 2019.